# Сверчковы-Сабуровы
Сверчковы-Сабуровы — одна из ветвей русского дворянского рода Сабуровых.

## Общие сведения
Основатель рода Сабуровых Фёдор Иванович Сабур имел шесть сыновей, младший из которых  Константин Фёдорович по прозвищу Сверчок и стал родоначальником Сверчковых-Сабуровых. Его внучка Соломония Юрьевна была первой женой Великого князя Василия III. Несмотря на родство с московскими князьями в XVI веке Сверчковы-Сабуровы не занимали при дворе высших должностей, служа стольниками, кравчими, воеводами. Только отец Соломонии Юрий Константинович получил чин окольничего.
Ветвь Сверчковых-Сабуровых закончила своё существование в третьей четверти XVII века.

#### Генеалогия
Согласно Веселовскому С.Б.:
- Константин Фёдорович Сверчок — воевода в Нижнем Новгороде в 1482 году[2];
  - Юрий Константинович (ум. 1512) — окольничий;
    - Иван-Василий Юрьевич — кравчий (1514—1525), рында[3];
      - Фёдор Поп;
        - Никифор Фёдорович;
          - Иван Никифорович;
            - Алексей Иванович — последний представитель ветви Сверчковых-Сабуровых;

      - Андрей Иванович Кривой — умер бездетным;
      - Яков (Замятня) Иванович (умер после 1572) — воевода при Иване Грозном;

    - Андрей Юрьевич — умер бездетным;
    - Мария Юрьевна — жена князя Василия Семёновича Стародубского;
    - Фёдор Юрьевич — умер бездетным;
    - Афанасий Юрьевич — умер бездетным;
    - Соломония Юрьевна (1490—1542) — жена Великого князя Василия III;

  - Борис Константинович — утонул в молодости и не оставил потомства;
  - Тимофей (Замятня) Константинович (ум. 1514) — полковой воевода в Смоленском походе, убит в под Оршей;
    - Фёдор Тимофеевич (ум. 1530) — убит в под Казанью и не оставил потомства;

  - Даниил Константинович;
    - Иван Данилович — служил в Новгороде[3];

  - Иван Константинович (ум. 1548) — писец Пскова (1510), дворецкий в Великом Новгороде (1524), убит в Казанском походе;
    - Яков Иванович — полковой воевода (1540—1548), умер бездетным.